# Almirante Padilla
Almirante Padilla é um município da Venezuela localizado no estado de Zulia.
A capital do município é a cidade de El Toro.